# Dietrich von Marburg
Dietrich von Marburg († 12. November 1278) war als Dietrich II. Bischof von Gurk.
Dietrich von Marburg gehörte einem steirischen Ministerialengeschlecht an.
Im Oktober 1253 wurde er vom Salzburger Erzbischof Philipp von Spanheim und dem Domkapitel zum Bischof von Gurk gewählt. Papst Innozenz IV., der am 14. Oktober 1253 den Trienter Bischof mit der Nachbesetzung Gurks beauftragte, dürfte von dieser Wahl noch nichts gewusst haben. Bischof Dietrich wurde daher auch nie vom Papst im Amt bestätigt und Philipp wurde suspendiert. Erst der nachfolgende Papst Alexander IV. erteilte Dietrich am 17. Februar 1256 die Erlaubnis, sich zum Bischof weihen zu lassen. Im selben Jahr folgte als Herzog von Kärnten auf Bernhard von Spanheim dessen Sohn Ulrich III. Ulrich war ein Bruder von Philipp von Salzburg, der trotz der Suspendierung in Salzburg weiterregierte. König Ottokar von Böhmen stand auf der Seite der beiden Spanheimer und besetzte Österreich seit dem Aussterben der Babenberger. König Stephan V. von Ungarn fiel in Kärnten ein, wurde jedoch von Ulrich III. und dessen Verbündeten, dem Gurker Bischof, zurückgeschlagen. Ulrich III. nannte den Bischof fortan seinen Freund.
Am 27. Oktober 1269 starb Ulrich III. in Cividale. Sein Bruder Philipp, der kurz zuvor durch Bestechung Patriarch von Aquileja geworden war, erhob als letzter Spross des Hauses Spanheim Anspruch auf das Herzogtum Kärnten. Doch die Adeligen des Landes erklärten sich für Ottokar von Böhmen und auch Bischof Dietrich schloss sich dessen Partei an.
1273 wurde Rudolf von Habsburg zum deutschen König gewählt. Er belehnte Philipp nominell mit dem Herzogtum Kärnten und verhängte über Ottokar die Reichsacht. 1274 schlug sich Bischof Dietrich auf die Seite der Habsburger. Ottokar überzog daraufhin Kärnten mit Krieg und zerstörte Friesach. König Rudolf erklärte Ottokar den Krieg und Ottokar war 1276 zum Waffenstillstand gezwungen. Das Herzogtum Kärnten fiel an Rudolf. 1278 war Bischof Dietrich erneut bei Rudolf in Wien, als dieser ein weiteres Mal gegen Ottokar in den Krieg zog und ihn auf dem Marchfeld vernichtend schlug. Kurz darauf, am 12. November 1278, verstarb Bischof Dietrich. Er wurde im Gurker Dom zur linken Seite des Kreuzaltars beigesetzt. Im Jahr darauf starb Philipp von Spanheim, der nur noch zum Schein den Kärntner Herzogshut trug. Der wirkliche Herr von Kärnten war Graf Meinhard II. von Tirol geworden, der das Land seit 1276 verwaltete und 1286 offiziell mit dem Herzogtum belehnt wurde.